# Euphorbia friedrichiae
Euphorbia friedrichiae es una especie fanerógama perteneciente a la familia de las euforbiáceas.  Es originaria de  Sudáfrica y Namibia.

## Taxonomía
Euphorbia friedrichiae fue descrita por  Moritz Kurt Dinter y publicado en Neue und wenig bekannte Pflanzen Deutsch-Südwest-Afrikas ... 29. 1914.
Etimología
Euphorbia: nombre genérico que deriva del médico griego del rey Juba II de Mauritania (52 a 50 a. C. - 23), Euphorbus, en su honor – o en alusión a su gran vientre –  ya que usaba médicamente Euphorbia resinifera. En 1753 Carlos Linneo asignó el nombre a todo el género.
friedrichiae: epíteto otorgado  en honor de Margarete Friedrich, maestra en Namaqualand en Sudáfrica, donde se descubrió la especie.
Sinonimia
- Euphorbia namaquensis N.E.Br.[6][1]